# Czarny Las (Woźniki)
Czarny Las (niem. Helenenthal) – część miasta Woźniki w Polsce, w województwie śląskim, w powiecie lublinieckim, przy granicy z gminą Koziegłowy, posiadająca status sołectwa.

## Historia
W 1835 roku teren Czarnego Lasu przy regulacji granicy przypisano do Prus, wcześniej należał do Królestwa Polskiego. W 1838 roku warszawski kupiec Joachim Kempner nabył obszar zwany Czarnym Lasem (Schwarzwaldem). Następnie dokonał on znacznej wycinki lasów porastających ten teren po czym odsprzedał majątek. Od 1853 roku posiadaczem dóbr był Carl Ludwig z Woźnik, który na ich obszarze założył za zgodą Rejencji Opolskiej kolonię nazwaną na cześć małżonki Heleny – Helenenthal, czyli Dolina Heleny. Carl Ludwig pozostał właścicielem majątku co najmniej do 1876 roku. Przed 1886 rokiem posiadłość Helenenthal nabył Ferdinand Ziegler, kupiec z Wrocławia. Ferdynand Ziegler w ciągu kilku lat zmienił sposób zagospodarowania dóbr, powiększając wyraźnie obszar upraw kosztem lasów. Na początku XX wieku przyjęto okolicę nazywać „Republiką” lub „Rzeczpospolitą Woźnicką”, co w dużym stopniu podkreślało polskość nadgranicznych obszarów Górnego Śląska. W 1902 roku jako właściciel majątku Helenenthal wzmiankowany był G. Hoffmeister. W jego imieniu gospodarstwem zarządzał inspektor Bytomski. Przed 1905 rokiem dobra powróciły w ręce Ferdynanda Zieglera. Do kupca z Wrocławia należały przynajmniej do 1912 roku. Przed 1917 rokiem kolejnym właścicielami Czarnego Lasu zostali Kazimierz i Wiktoria Niegolewscy. Kazimierz jako znany polityk zaangażowany po stronie polskiej w okresie powstań śląskich w 1922 roku został pierwszym starostą powiatu lublinieckiego w II Rzeczypospolitej. Wiktoria w 1920 w pałacu czarnoleskim otworzyła prywatną polską szkołę dla 40 dzieci z okolicy. Była to wówczas jedna polska szkoła na Górnym Śląsku. Opiekę sprawował Związek Nauczycielstwa Górnoślązaków, a szkoła, mimo nacisków ze strony władz niemieckich, przetrwała do czasu włączenia tych terenów do Polski po plebiscycie. We wsi Czarny Las Wojciech Korfanty podpisał odezwę do ludności Górnego Śląska wzywająca do trzeciego powstania śląskiego. W 1922 roku z powodu tarapatów finansowych Niegolewski utracił majątek w Czarnym Lesie, który przeszedł na własność Józefa Jeziorańskiego z Katowic. Rok później posiadłość nabył Maciej Rogowski z Warszawy. Maciej Rogowski w latach trzydziestych XX wieku podarował majątek swojemu krewnemu Romanowi Rogowskiemu. W 1938 roku Roman Rogowski sprzedał posiadłość Przedsiębiorstwu Osadniczemu „Ślązak” z Katowic, które doprowadziło do jego parcelacji. Rezydencję w Czarnym Lesie wraz z pozostałością dóbr rycerskich wynoszącą zaledwie 29,65ha nabyła rodzina Wojtaszków. Cztery lata później posiadłość rodziny Wojtaszków przejęła III Rzesza. W latach 1975–1998 wieś należała do województwa częstochowskiego.

## Pałac
W miejscowości znajduje się otoczony parkiem zespół pałacowo-dworski z przełomu XIX/XX wieku, obecnie pełni funkcje hotelu i jest również miejscem organizowania konferencji.